# Sanctuaire Notre-Dame-du-Cygne d'El Cisne
Pour les articles homonymes, voir basilique Notre-Dame-de-Guadalupe.
Le sanctuaire Notre-Dame-du-Cygne est une église située dans la paroisse civile d’El Cisne (es) près de Loja en Équateur, à laquelle l’Église catholique donne les statuts de basilique mineure, et de sanctuaire national,. C'est un lieu de pèlerinage rattaché au diocèse de Loja, et est possiblement nommée d’après l’Ordre du Cygne (tout comme la paroisse, cisne étant l’espagnol pour « cygne »).

## Historique
Les habitants d’El Cisne (es) érigent un premier ermitage en 1594, pour abriter une Notre-Dame de Guadalupe sculptée par Diego de Robles (es). L’édifice brûle en 1617, et est reconstruit. Un troisième édifice vient après 1750.
L’église actuelle est le quatrième édifice religieux construit pour célébrer la Vierge du Cygne (es), qui est couronnée le 8 septembre 1930. La construction débute en 1934 à l’initiative du diocèse de Loja, et se termine en 1978.
L’église est dédicacée le 12 août 1979,, et elle obtient le titre de basilique mineure le 18 avril 1980. Durant les années 2000, le sanctuaire est le lieu d’affrontements pour la reconnaissance des indigènes du peuple des Paltas (es). Le 20 août 2018, le diocèse de Loja fait la demande auprès de la Conférence épiscopale équatorienne de reconnaître la basilique comme sanctuaire national, demande acceptée le 18 octobre de l’année.

## Pèlerinage
Un pèlerinage de trois jours est organisé chaque été entre El Cisne (es) et la ville de Loja, située à 72 kilomètres. En 2017, plus de 500 000 personnes y participent. Le pèlerinage est attesté dès 1779.